# Бохинь
Бохинь (словен. Občina Bohinj) — одно из 212 муниципальных образований (общин) Словении. Расположено на северо-западе Словении. Входит в регию (статистический район) Гореньска в исторической области Верхняя Крайна. Административный центр — село Бохиньска Бистрица. Основано 4 октября 1994 года. Расположено в Бохиньской долине от Бохиньского озера до Номеня включительно, в юго-западной части Юлийских Альпах, у горы Триглав, примерно в 25 километрах к западу от города Блед и в 80 километрах к северо-западу от столицы, города Любляна. Большая часть территории входит в Национальный парк Триглав.
На территории общины находится Бохиньское озеро ледникового происхождения, являющееся жемчужиной Словении. В 1689 году о Бохиньском озере с восторгом писал Янез Вайкард Вальвазор. На Бохиньском озере находится церковь Свети-Янез начала XIV века с покрытым живописной орнаментацией сводом и линейно-плоскостным стилем в стенной живописи. Находящиеся в Юлийских Альпах Вогель и Сеножета (Senožeta) в Средня-Вас-у-Бохиню являются одними из наиболее посещаемых горнолыжных курортов международного класса.
Вальвазор особенно отмечал железный рудник Бохинь, один из 13 в Крайне. В XVIII веке являлся одним из центров металлургии в Словении. Положил начало развитию металлургии в Бохине в 1730-х годах Микеланджело Цойс (1694–1777). Его сын, учёный и меценат, член Словенского национально-просветительского кружка, барон Жига (Сигизмунд) Цойс (1747—1819) считается родоначальником туризма в Бохини. Он приглашал в Бохинь своих друзей и многочисленных знакомых. В начале XX века построена Бохиньская железная дорога Есенице — Триест.
Тадеуш Конвицкий написал повесть «Бохинь» (Bohin, 1987), переведённую с польского Ксенией Старосельской. В Польше книга стала бестселлером и получила литературную премию имени Ивашкевича. Лидия Алексеева написала о Бохиньском озере стихотворение «Бохинь» в сборнике «Прозрачный след».

## Галерея
- Горнолыжный курорт Вогель
- Свод церкви Святого Янеза
- Б. Кампанини с тамбурином (1745)